# Oudemanspolder
De Oudemanspolder is een polder werd in 1526 ingedijkt door Matthias Lauweryn, de zoon van Hieronymus Lauweryn, nadat diverse stormvloeden, waaronder die van 1404, grote gebieden onder water hadden gezet. De polder maakt deel uit van Waterland, op de grens van Nederland en België. 
De naam van de polder refereert aan Matthias' vader, die tot inpoldering wilde overgaan maar in 1509 was gestorven. Aan de rand van de polder bevindt zich de kern van Waterland-Oudeman. Ook de buurtschappen Moleke en Stroopuit liggen aan de rand van deze polder. 
Door de inundatie van 1622, waarbij de Brandkreek ontstond, werd de polder in tweeën gedeeld. Het deel ten westen hiervan werd de Kleine Oudemanspolder. Het herdijkte deel van de Brandkreek, dat de polder verdeelt, heet Krakeelpolder. Ten oosten van de Brandkreek werd een geïnundeerd deel herdijkt: de Groote Oudemanspolder (1652). Deze werd, bij het vaststellen van de grens tussen Staatse en Spaanse gebieden, in 1664, verdeeld over beide staten. Tussen deze gedeelten werd de Vrije Dijk aangelegd.
Los daarvan bestond, ten zuiden van de Groote Oudemanspolder, nog een niet-geïnundeerd deel, dat de naam "Oudemanspolder" heeft behouden.
De Oudemanspolder wordt begrensd door de Oudemansdijk (B), het Meuleken, de Kasseiweg, de Krakeeldijk, de Oudemansdijk (NL), het Goedleven, de Nieuwstraat en de Watervlietsesteenweg.